# 177e division d'infanterie (Allemagne)
La Division Nr. 177 est une des divisions d'infanterie de l'armée allemande (Wehrmacht) durant la Seconde Guerre mondiale. Cette division ayant servi principalement de réserve elle est également connue sous le nom de 177. Ersatz-Division.

## Historique
La Division Nr. 177 est formée le 26 octobre 1939 à Vienne en Autriche dans le Wehrkreis XVII (district militaire XVII), en tant que division de l'Armée de remplacement sous le nom de Kommandeur der Ersatztruppen XVII.
Le 15 octobre 1939, l'état-major prend le nom de Kommandeur der Ersatztruppen 1./XVII, puis le 4 novembre 1939, le nom de 177. Division, et enfin le 12 décembre 1939, le nom de Division Nr. 177.
À la suite du reclassement de l'armée de réserve le 1er octobre 1942, une partie de la division, le Grenadier-Ersatz- und Ausbildungs-Regiment 131 et le Artillerie-Ersatz- und Ausbildungs-Regiment 44 sont transférés en Moldavie et subordonnés à la région militaire de Bohême-Moravie. La division est dissoute en avril 1945.

## Organisation

### Commandants
| Date                                   | Grade                  | Commandant                 |
| -------------------------------------- | ---------------------- | -------------------------- |
| 1er septembre 1939 - 26 septembre 1939 | General der Infanterie | Walther Gräßner            |
| 26 septembre 1939 - 1er juin 1940      | General der Infanterie | Franz von Roques           |
| 1er juin 1940 - 25 octobre 1940        | Generalleutnant        | Otto Ottenbacher           |
| 25 octobre 1940 - 1er juin 1941        | General der Infanterie | Rudolf von Bünau           |
| 1er juin 1941 - 20 septembre 1941      | Generalleutnant        | Hermann von Gimborn        |
| 20 septembre 1941 - 1er janvier 1943   | Generalleutnant        | Josef Reichert             |
| 1er janvier 1943 - ? avril 1945        | Generalmajor           | Erich Müller-Derichsweiler |

## Théâtres d'opérations
- Septembre 1939 - Avril 1945
  - Autriche

## Ordres de bataille
Mars 1940
- Infanterie-Ersatz-Regiment 44
- Infanterie-Ersatz-Regiment 131
- Infanterie-Ersatz-Regiment 262
- Schützen-Ersatz-Regiment 82
- Artillerie-Ersatz-Regiment 44
- Artillerie-Ersatz-Regiment 262
- Beobachtungs-Ersatz-Abteilung 44
- Kavallerie-Ersatz-Abteilung 11
- Panzer-Ersatz-Abteilung 4
- Pionier-Ersatz-Bataillon 80
- Eisenbahn-Pionier-Ersatz-Bataillon 3
- Nachrichten-Ersatz-Abteilung 17
- Fahr-Ersatz-Abteilung 17
- Bau-Ersatz-Bataillon 17

Octobre 1942
- Grenadier-Ersatz-Regiment 44 (au septembre 1944)
- Grenadier-Ersatz-Regiment 131
- Grenadier-Ersatz-Regiment 262
- Artillerie-Ersatz-Regiment 44
- Panzer-Pionier-Ersatz-Bataillon 80
- Panzer-Pionier-Ausbildungs-Bataillon 80
- Eisenbahn-Pionier-Ersatz-Bataillon 2
- Eisenbahn-Pionier-Ausbildungs-Bataillon 2
- Pionier-Brücken-Ersatz- und Ausbildungs-Bataillon 3 (à partir de novembre 1944)
- Landes-Pionier-Bataillon 527
- Fahr-Ersatz-Abteilung 17
- Kraftfahr-Ersatz-Abteilung 45
- Kraftfahr-Ausbildungs-Abteilung 45
- Bau-Ersatz-Bataillon 17
- Bau-Ausbildungs-Bataillon 17
- Verwaltungstruppen-Ersatz-Abteilung 3 (à partir de décembre 1942)
- Aufklärungs-Ersatz- und Ausbildungs-Abteilung 11 (à partir d'avril 1943)